# Sứa lược
Sứa lược là một ngành nhỏ (danh pháp khoa học: Ctenophora) cùng với ngành Ngành Thích ty bào (Cnidaria) hợp thành nhóm động vật ruột khoang (Coelenterata) trong động vật đối xứng tâm (Radiata).
Claudia Mills ước tính có khoảng 100-150 loài được xác nhận.

## Đặc điểm chung
Chúng có một vài đặc điểm riêng biệt như:
- Chỉ sống ở biển, bơi lội tự do hoặc là bò lê trên đáy biển và có đối xứng dạng tỏa tròn.
- Di chuyển bằng các tấm lược, là tấm hình thành từ nhiều lông bơi.
- Trên tua bắt mồi có tế bào dính để tấn công và tự vệ.
- Có nhiều đặc điểm cấu tạo giống với phần còn lại của động vật ruột khoang, tuy nhiên đã thấy xuất hiện dấu hiệu của lá phôi thứ ba và sự đối xứng hai bên. Không có tế bào gai đặc trưng như của phần còn lại (Ngành thích ti).

## Nguồn gốc sứa lược

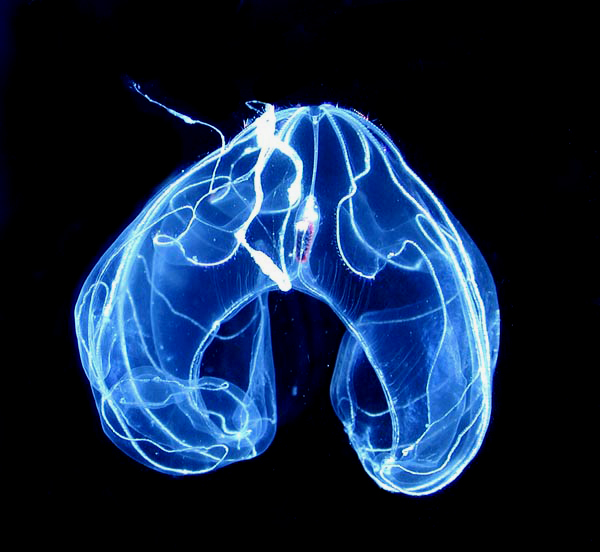
Bathocyroe fosteri

### Hình dạng

### Thành cơ thể

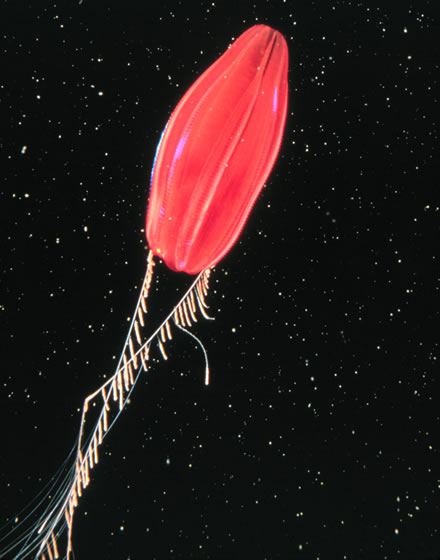
Một loài Nepheloctena sp. Nepheloctena sp.

### Thức ăn

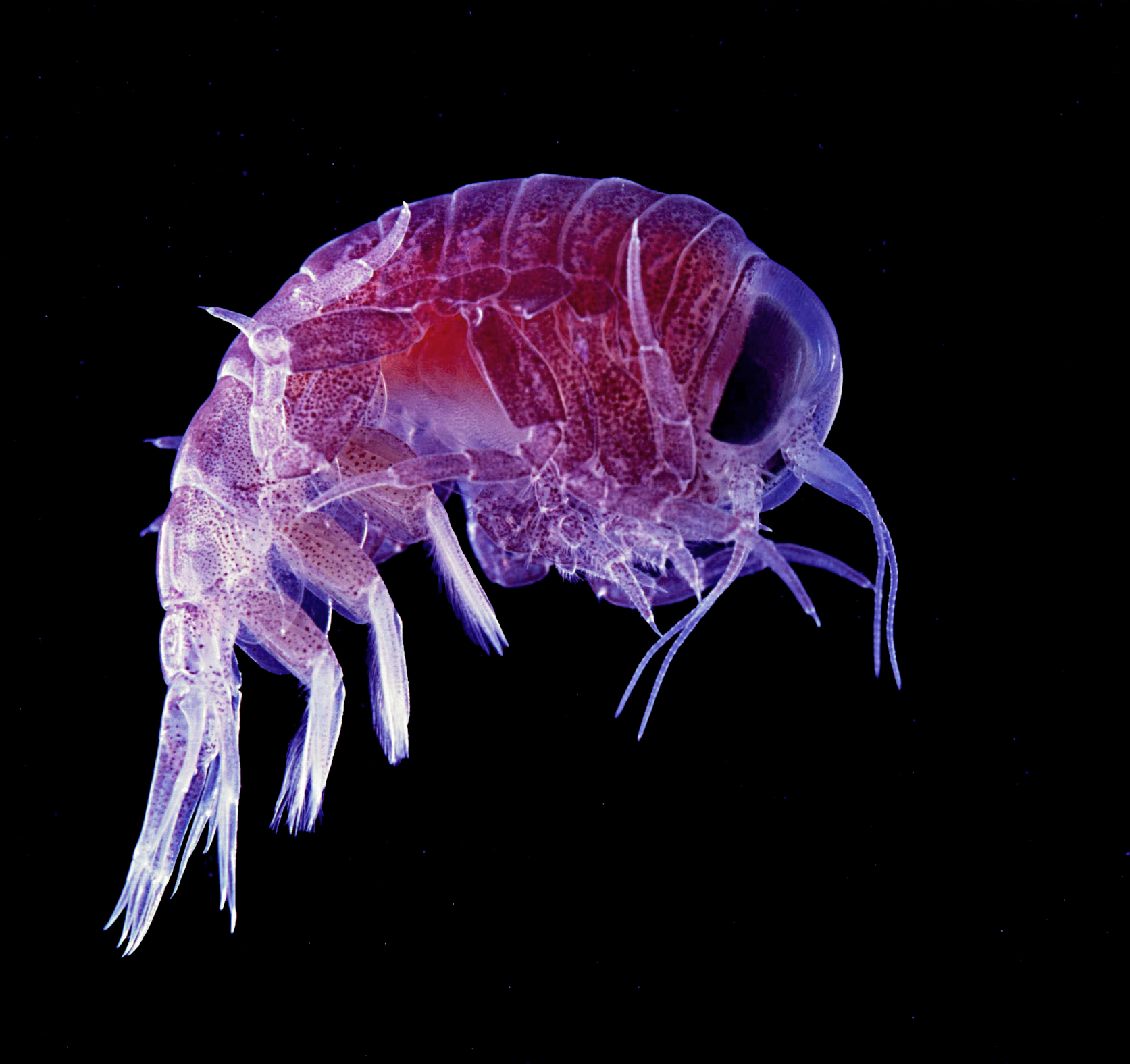
Hyperia

## Phân loại

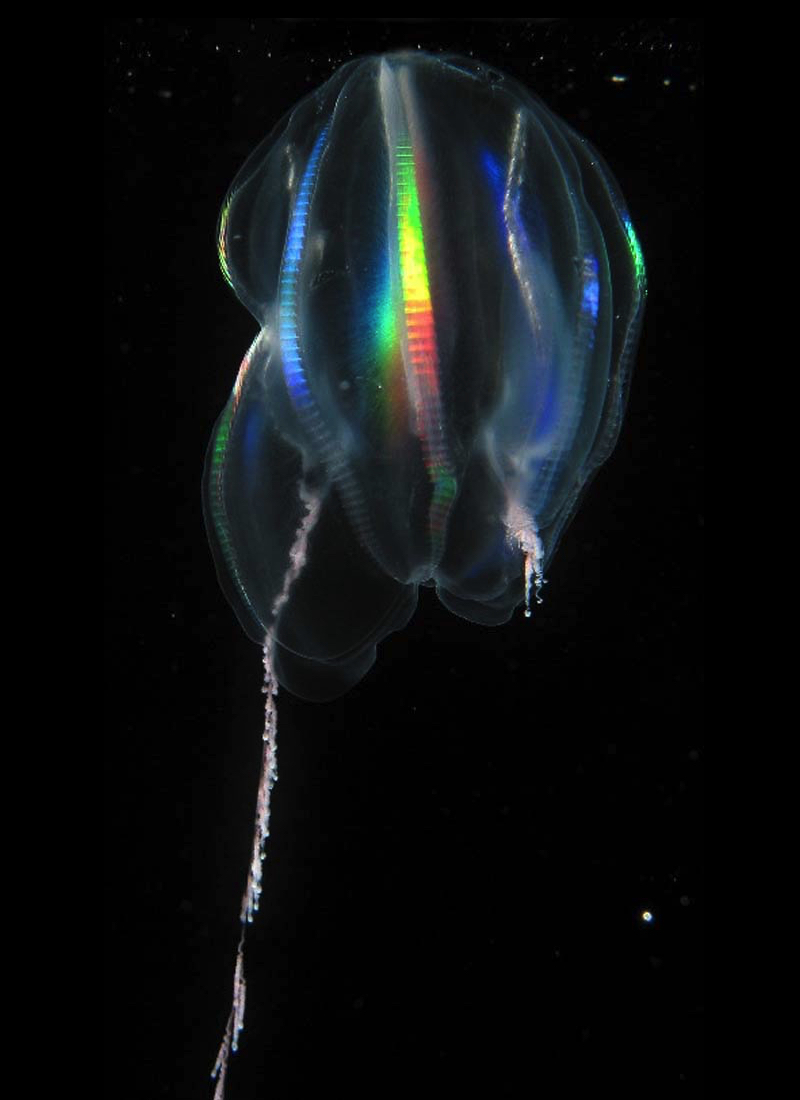
Cydippida